# The Face of Lincoln
The Face of Lincoln ist ein US-amerikanischer Kurzfilm von Edward Freed aus dem Jahr 1955, in dem der Bildhauer Robert Merrell Gage die Gesichtszüge des ehemaligen US-Präsidenten Abraham Lincoln modelliert und dabei dessen Lebensgeschichte erzählt.

## Handlung
Gage, Professor für Bildende Künste und Leiter der Fachrichtung Bildhauerei an der University of Southern California, erläutert zunächst Abraham Lincolns Gesicht aus der Sicht eines Bildhauers. Das Gesicht sei anspruchsvoll zu modellieren, weil sich beide Gesichtshälften deutlich unterschieden. Gage beginnt schließlich, Lincolns Büste aus einem Block Ton heraus zu formen. Dabei berichtet er über Stationen in Lincolns Leben, seinen politischen Aufstieg, seine Arbeit als Rechtsanwalt sowie seine Frauen. Schließlich ist das Porträt des jungen Lincoln beendet.
Im Laufe der Erzählung Gages schreitet Lincolns Leben fort und auch die Veränderungen an seinem Äußeren werden offensichtlich, so ließ sich Lincoln zunächst einen Bart stehen. Zudem schrieb sich der Bürgerkrieg tief in Lincolns Gesicht ein. Aus zunächst einfachen Falten unter anderem auf der Stirn werden immer tiefere Falten, die sich durch das ganze Gesicht ziehen. Zuletzt geht Lincolns Haar zurück, er legt seinen Scheitel anders und sein Bart wird dünner. Dieses kontinuierlich mit Ton nachvollzogene Bild ist das finale, das ihn zu dem Zeitpunkt zeigt, als er ermordet wurde. Gage schließt seine Ausführungen mit der Hoffnung, dass Lincolns Geist und seine Ansichten weiterleben mögen.

## Produktion

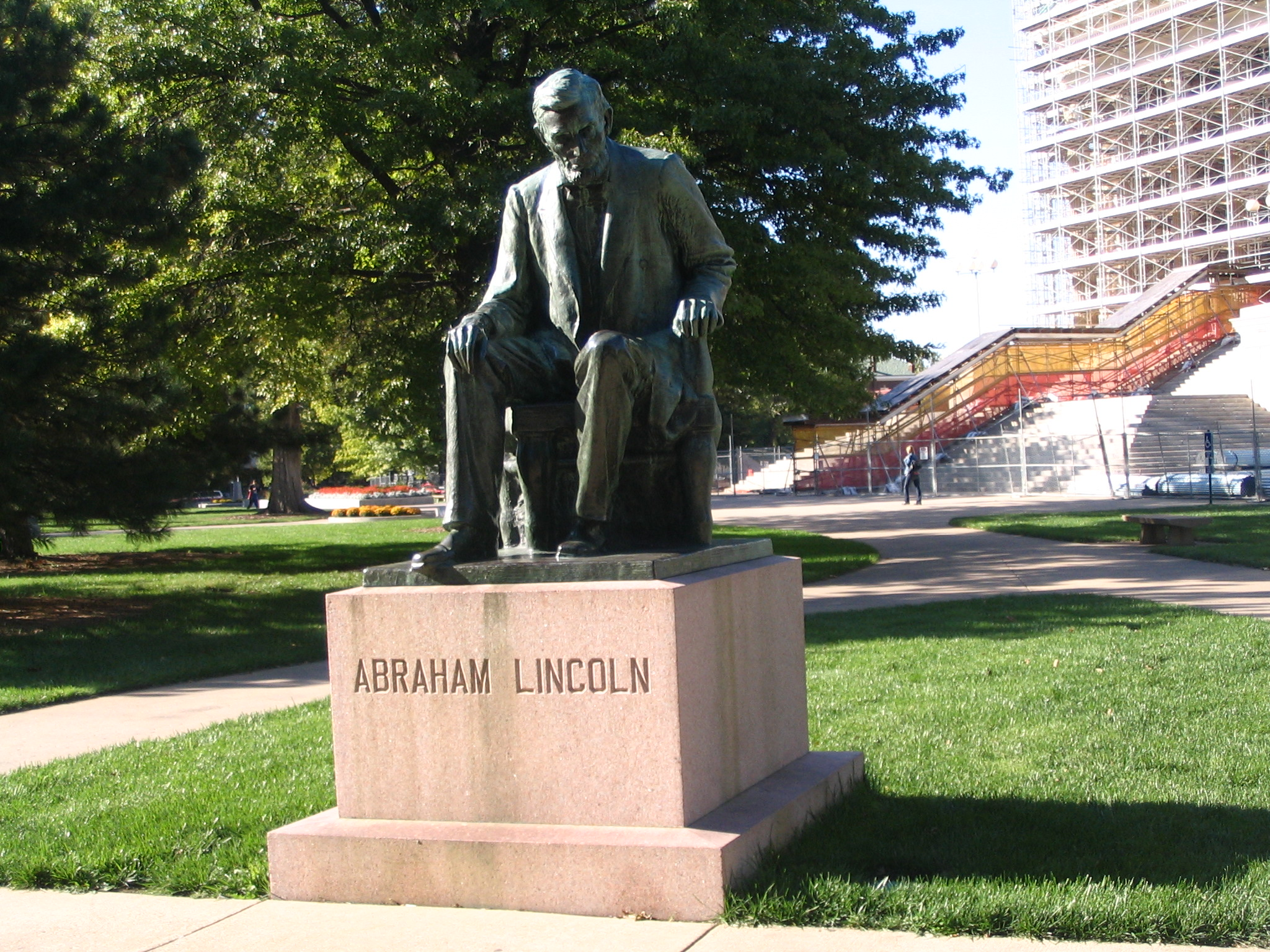
Gages Statue des sitzenden Lincoln in Topeka

The Face of Lincoln wurde vom Department of Cinema der University of Southern California realisiert. Merrell Gage (1892–1981) galt als Lincoln-Experte. Er schuf zwei Lincoln-Denkmäler: Eine Statue des sitzenden Lincoln vor dem Kansas State Capitol in Topeka sowie eine Büste Lincolns, die in Los Angeles aufgestellt wurde und der im Film modellierten ähnelt. Der Film erhielt am 1. Dezember 1955 einen Copyright-Eintrag.

## Auszeichnungen
The Face of Lincoln gewann 1956 einen Oscar in der Kategorie Bester Kurzfilm (Two-Reel). Der Film wurde zudem für einen Oscar in der Kategorie Bester Dokumentar-Kurzfilm nominiert.